# امبروگیت
امبروگیت (به فرانسوی: Ambrugeat) یک کمون در فرانسه است که در Canton of Meymac واقع شده‌است.

## خصوصیات
امبروگیت ۲۹٫۵۷ کیلومترمربع مساحت و ۲۰۵ نفر جمعیت دارد.

## نگارخانه

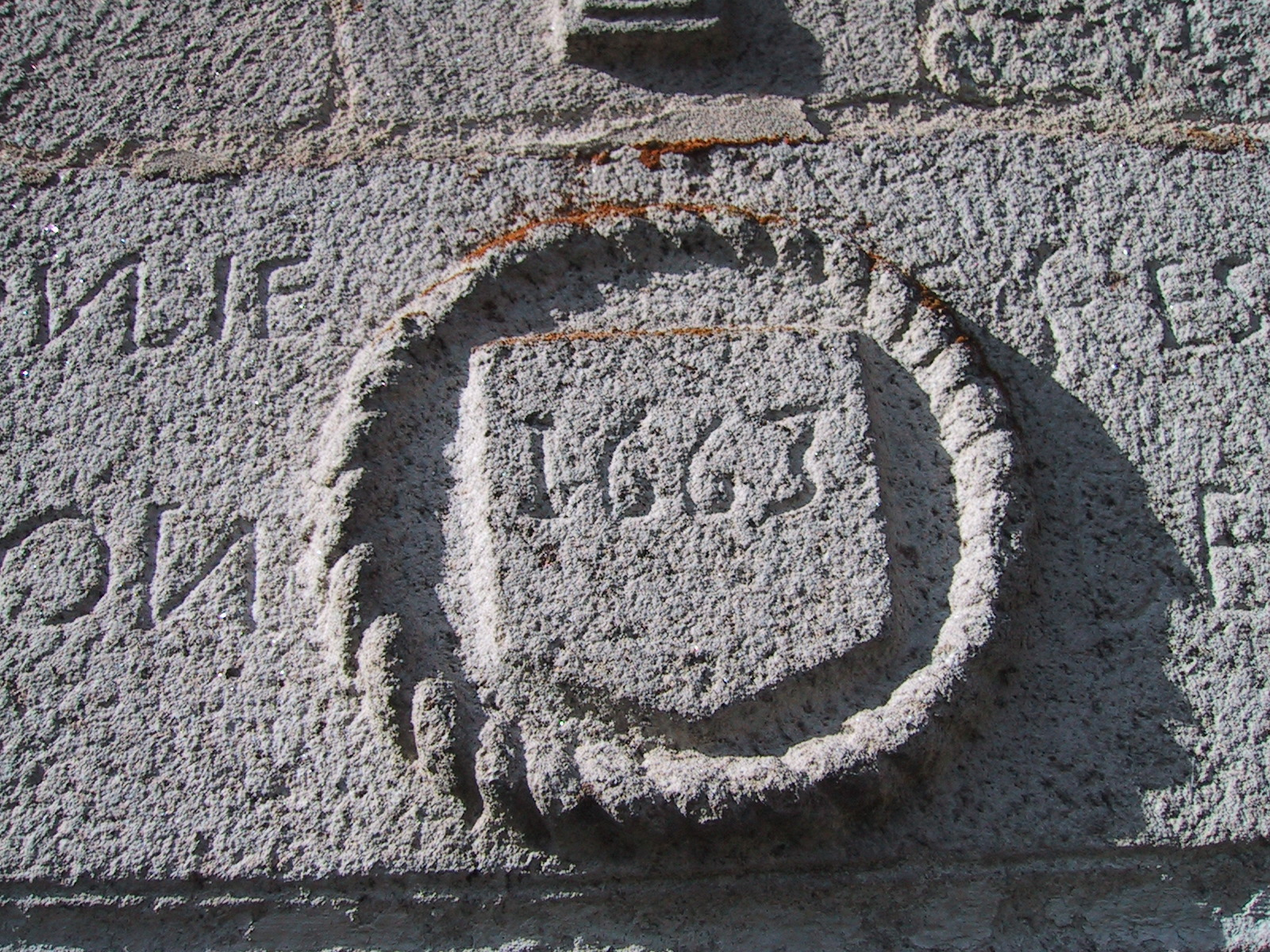
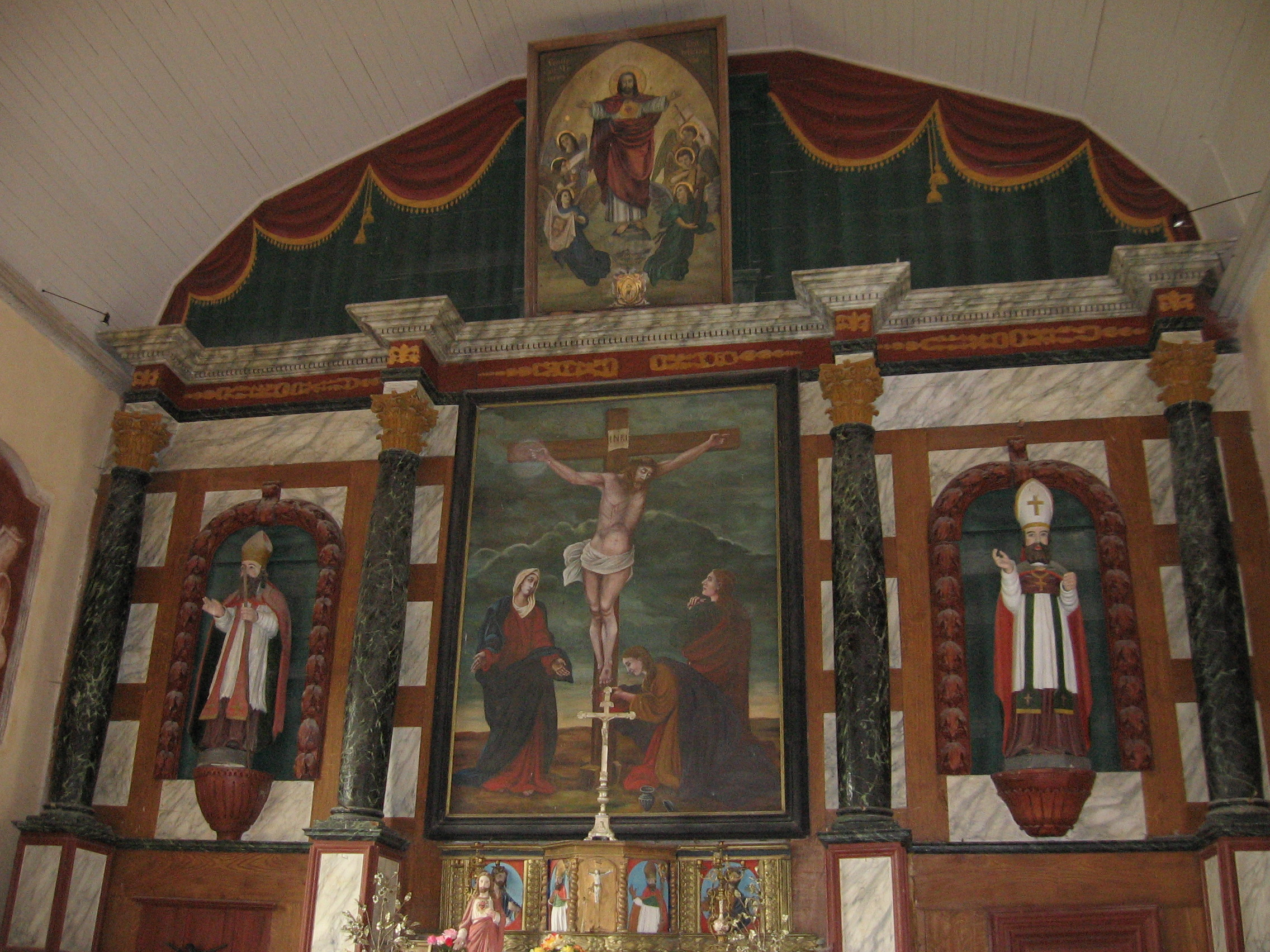
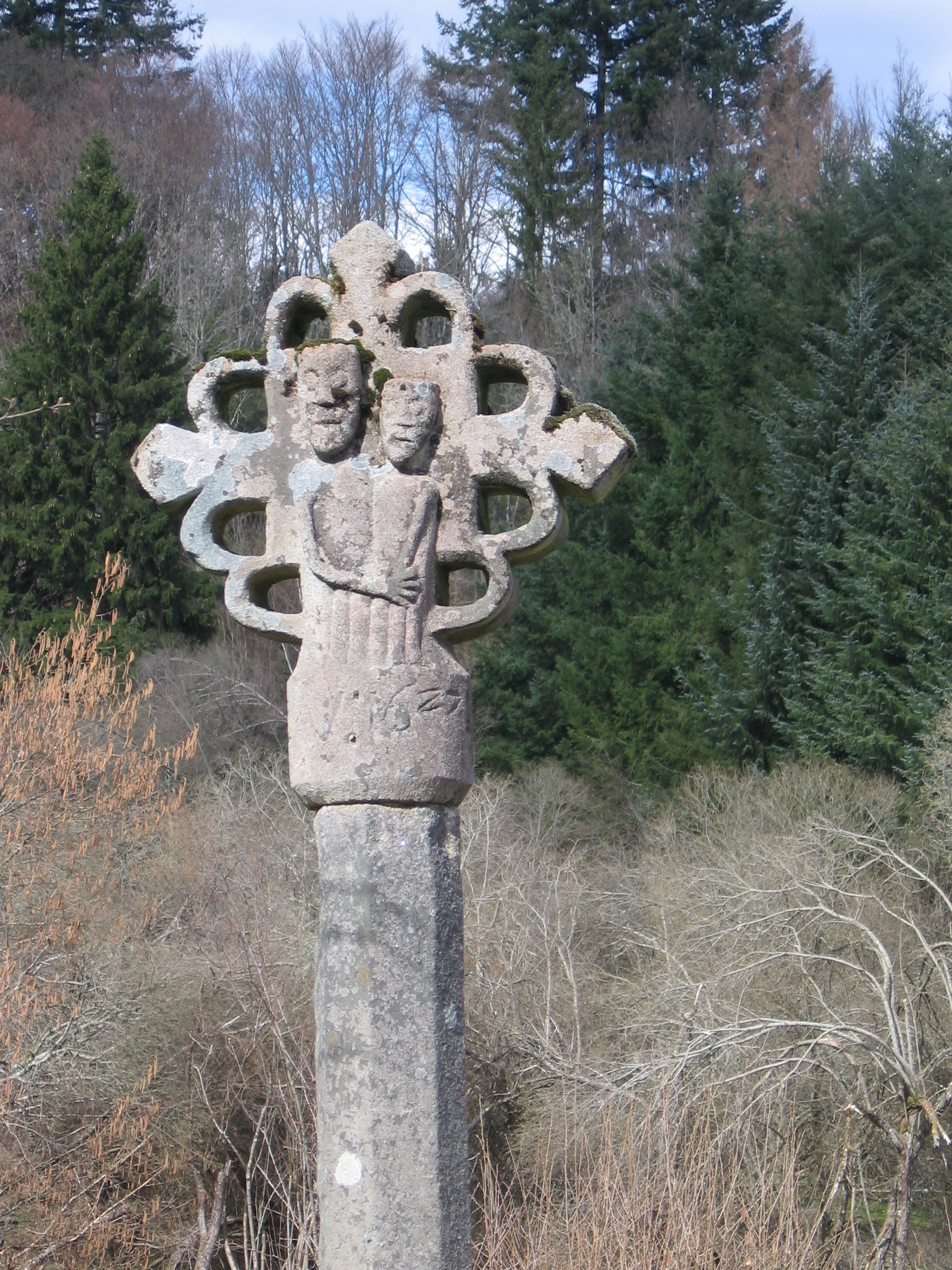
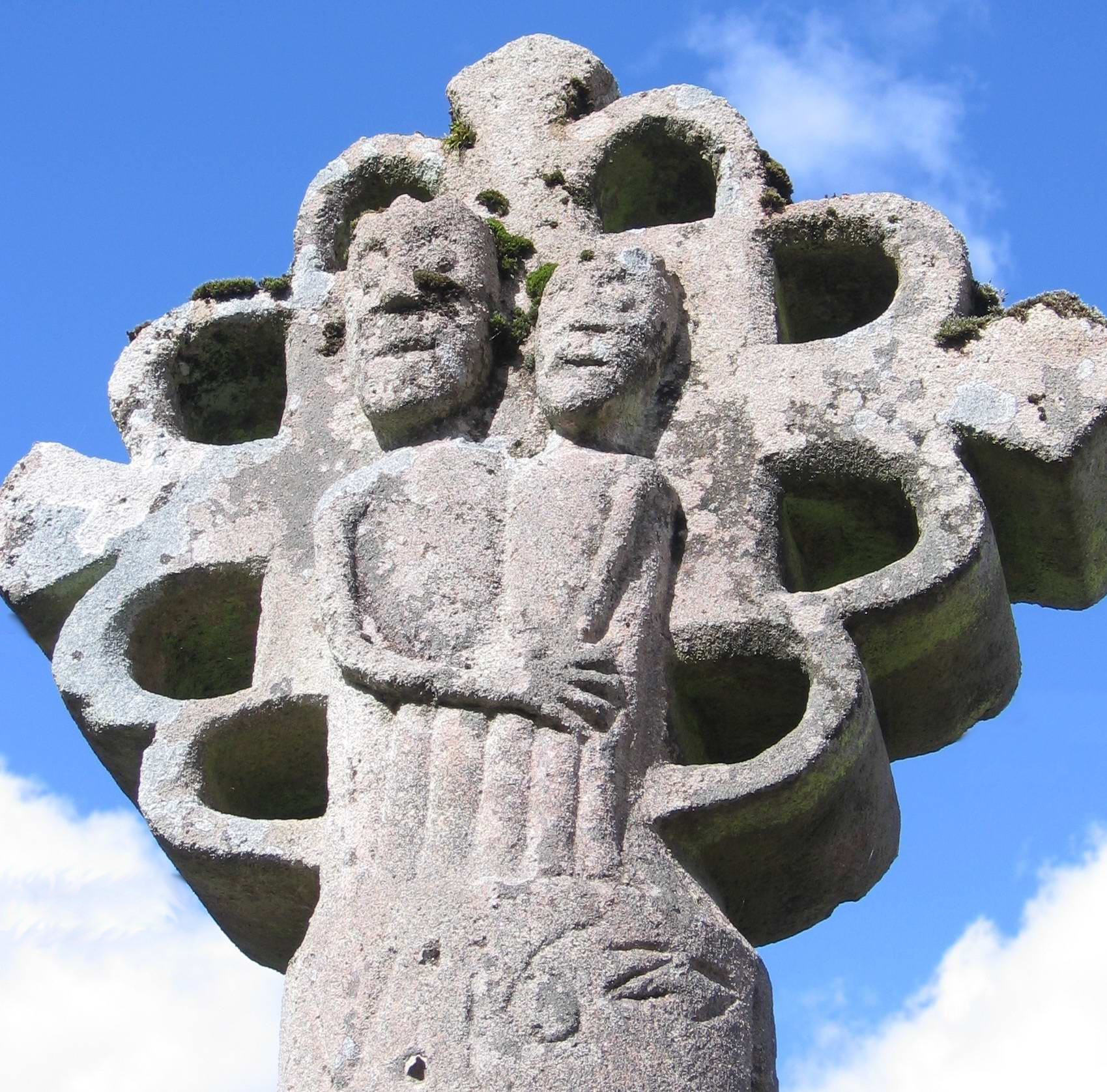